# Miriam Butkereit
Miriam Butkereit (Hamburgo, 8 de mayo de 1994) es una deportista alemana que compite en judo.
Participó en los Juegos Olímpicos de París 2024, obteniendo una medalla de plata en la categoría de –70 kg, y el quinto lugar en la prueba de equipo mixto.
Ganó una medalla de bronce en el Campeonato Mundial de Judo de 2025, en la categoría de –70 kg. En los Juegos Europeos de Cracovia 2023 consiguió una medalla de plata en la prueba de equipo mixto.

## Palmarés internacional
| Juegos Olímpicos   | Juegos Olímpicos        | Juegos Olímpicos  | Juegos Olímpicos |
| Año                | Lugar                   | Medalla           | Categoría        |
| ------------------ | ----------------------- | ----------------- | ---------------- |
| 2024               | París (Francia)         | Medalla de plata  | –70 kg           |
| Campeonato Mundial |                         |                   |                  |
| Año                | Lugar                   | Medalla           | Categoría        |
| 2025               | Budapest (Hungría)      | Medalla de bronce | –70 kg           |
| Juegos Europeos    |                         |                   |                  |
| Año                | Lugar                   | Medalla           | Categoría        |
| 2023               | Krynica-Zdrój (Polonia) | Medalla de plata  | Equipo mixto     |